# Gösta Sandell
Gösta Erik Sandell, född 23 januari 1923 i Brännkyrka församling, Stockholm, död 31 juli 2004 i Linköping, var en svensk jurist. 
Efter juris kandidatexamen i Stockholm 1946 genomförde Sandell tingstjänstgöring 1947–1950, blev fiskal i Svea hovrätt 1951, var tingssekreterare 1952–1955, adjungerad ledamot i Svea hovrätt 1955–56, blev assessor där 1957, extra rådman i Stockholms rådhusrätt 1965, hovrättsråd i Svea hovrätt 1967, borgmästare i Linköping 1967 och var slutligen lagman i Linköpings tingsrätt 1971–1989. 
Sandell var notarie med sekreterargöromål i riksdagsutskott 1959–1960, sekreterare i 1955 års valutredning 1960–1962, sakkunnig i  justitiedepartementet 1962–1967 och expert i grundlagberedningen 1966–1967. Han är begravd på Norra griftegården i Linköping.